# Großes Hexenkraut
Das Große Hexenkraut (Circaea lutetiana), auch Gewöhnliches Hexenkraut oder Gemeines Hexenkraut genannt, ist eine Pflanzenart aus der Gattung der Hexenkräuter (Circaea) innerhalb der Familie der Nachtkerzengewächse (Onagraceae).

## Beschreibung

### Vegetative Merkmale
Das Große Hexenkraut ist eine ausdauernde, krautige Pflanze und erreicht Wuchshöhen von 20 bis 60, selten bis 75 Zentimetern. Am Rhizom finden sich hinfällige Niederblätter, sowie in 10 bis 20 Zentimeter Tiefe kräftige, am Ende knollig verdickte Ausläufer. Der aufrechte Stängel ist im unteren Teil stielrund und meist kahl, im oberen Teil undeutlich kantig und weich behaart.
Die gegenständig angeordneten Laubblätter sind in Blattstiel und -spreite gegliedert. Der Blattstiel ist 1 bis 3 Zentimeter lang und ungeflügelt.  Die einfache Blattspreite ist bei einer Länge von bis zu 10 Zentimetern herz-eiförmig, geschweift gezähnt, matt-grün, zumeist kahl, aber vor allem auf den Nerven flaumig behaart.

### Generative Merkmale

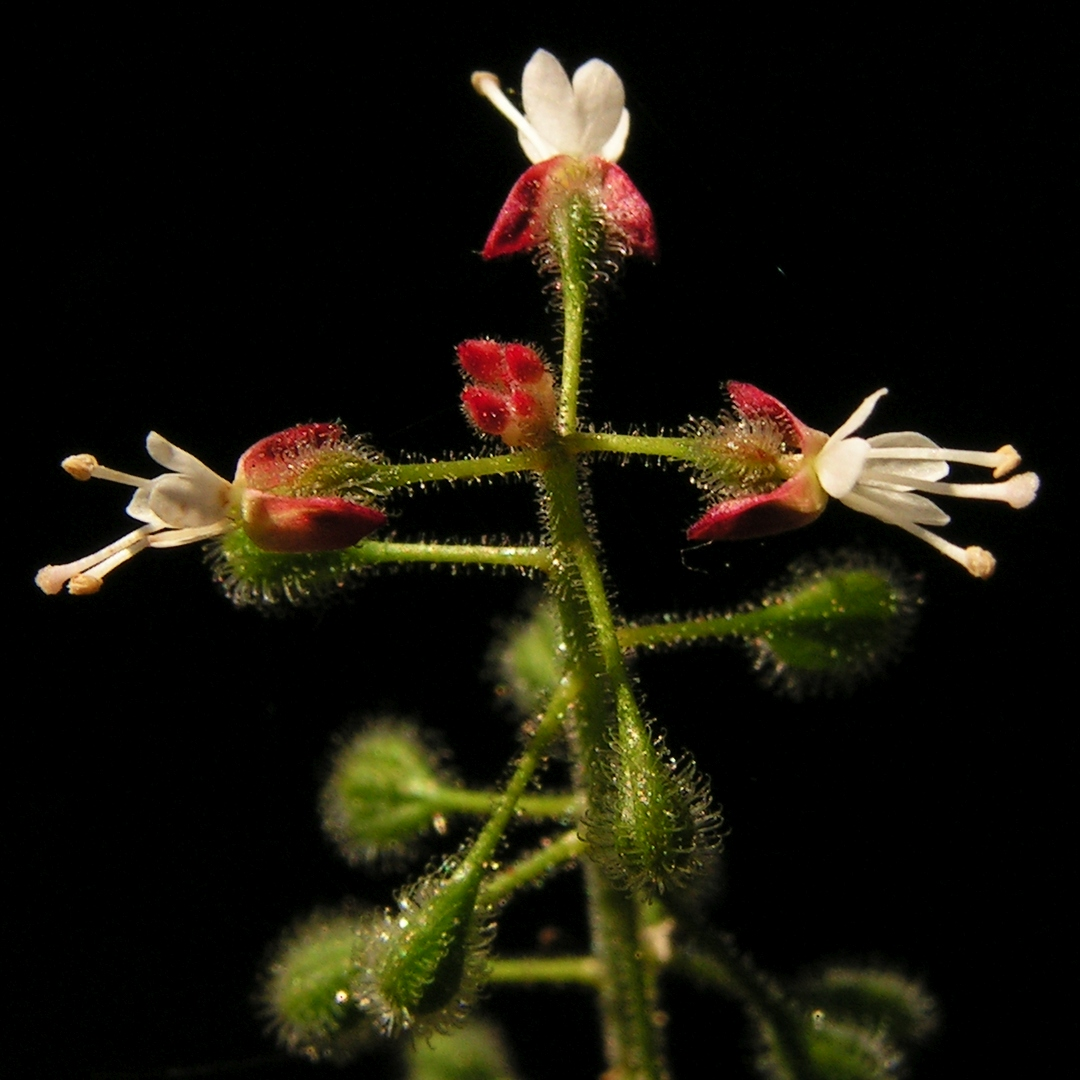
Ausschnitt eines Blütenstandes

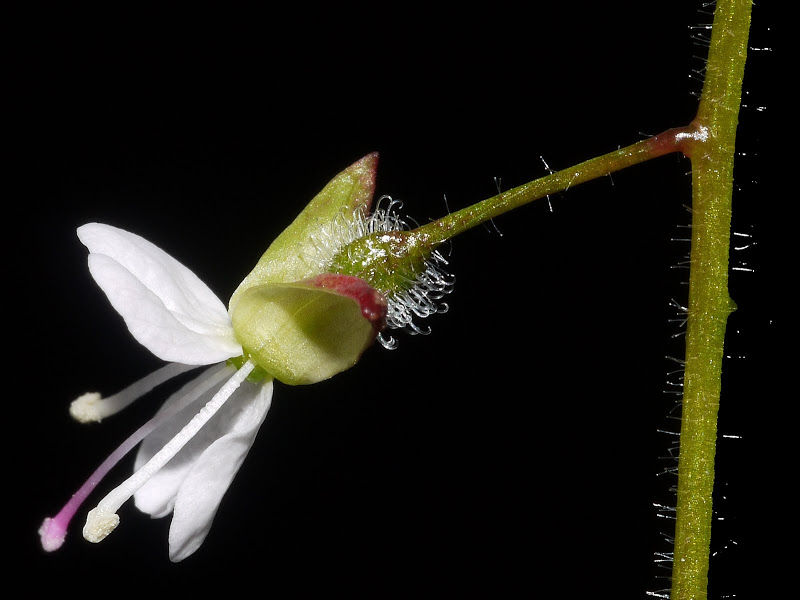
Blüte

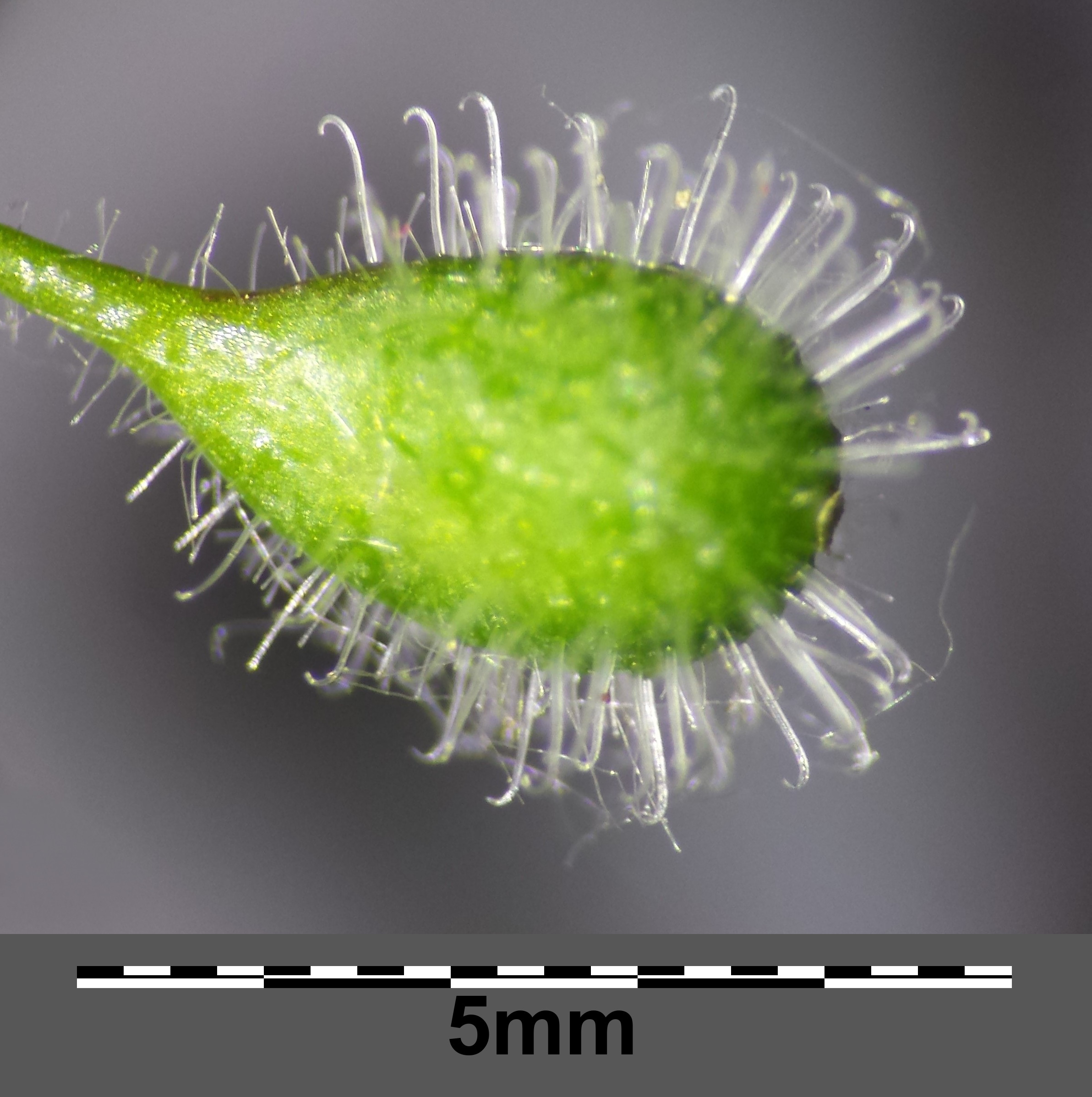
Frucht von Circaea lutetiana subsp. lutetiana

Die Blütezeit reicht von Juni bis Juli. Der Blütenstand ist eine sich verlängernde Traube. Tragblätter fehlen am traubigen Blütenstand. Die behaarten Blütenstiele sind abstehend und zuletzt zurückgeschlagen.
Die Blüten sind weiß. Die Kelchblätter sind bei einer Länge von 2,5 bis 4 Millimetern eilänglich, drüsig behaart, meist purpurfarben überlaufen und zurückgeschlagen. Die zwei Kronblätter sind mit einer Länge von meist 2 bis 3 (1,5 bis 3,5) Millimetern eben so lang wie der Kelch, tief zweispaltig und undeutlich genagelt. Jede Blüte besitzt zwei Staubblätter. Der Fruchtknoten ist unterständig und hakig-borstig behaart. Die Narbe ist zweilappig.
Die relativ kleine, verkehrt-eiförmige, zweifächrige Frucht ist eine mit borstigen Widerhaken versehene Achäne (Klettfrucht) und enthält je zwei Samen.

### Chromosomenzahl
Die Chromosomengrundzahl beträgt x = 11; es liegt Diploidie mit einer Chromosomenzahl von 2n = 22 vor.

## Ökologie
Das Große Hexenkraut ist ein Rhizom-Geophyt. Die Vegetative Vermehrung ist lebhaft und erfolgt durch nicht sehr tief liegende, am Ende verdickte Ausläufer (Rhizome). Im Winter ist die Verbindung zur Mutterpflanze bereits gekappt und die verdickten Ausläuferenden sind isoliert. Dadurch wirkt die Pflanze scheinbar einjährig.
Blütenökologisch handelt es sich um homogame „Nektar führende Scheibenblumen“. Als Bestäuber fungieren vor allem Schwebfliegen. Die Blütezeit reicht von Mai bis Juli.
Es erfolgt Klettausbreitung.
Gegen Schneckenfraß ist das Große Hexenkraut durch Einlagerung von Raphiden aus oxalsaurem Kalk geschützt.

## Vorkommen
Das Große Hexenkraut ist in Europa bis Mittelasien und Sibirien verbreitet und kommt auch in Algerien sowie Tunesien vor. In Europa kommt es in fast allen Ländern vor und fehlt nur in Island, Finnland und Serbien.
Das Große Hexenkraut siedelt in Wäldern auch in tiefem Schatten und schätzt feuchte und stickstoffhaltige Lehmböden. Es ist in Mitteleuropa eine schwache Kennart des Verbands Alno-Ulmion und kommt auch in anderen Pflanzengesellschaften der Ordnung Fagetalia oder des Verbands Alliarion vor. Sie ist ungefährdet und in Deutschland nicht geschützt. Sie steigt in Südtirol bis 1500 Meter und im Kanton Tessin bis 1650 Meter auf.
Die ökologischen Zeigerwerte nach Landolt et al. 2010 sind in der Schweiz: Feuchtezahl F = 3+w (feucht aber mäßig wechselnd), Lichtzahl L = 2 (schattig), Reaktionszahl R = 4 (neutral bis basisch), Temperaturzahl T = 3+ (unter-montan und ober-kollin), Nährstoffzahl N = 4 (nährstoffreich), Kontinentalitätszahl K = 2 (subozeanisch).

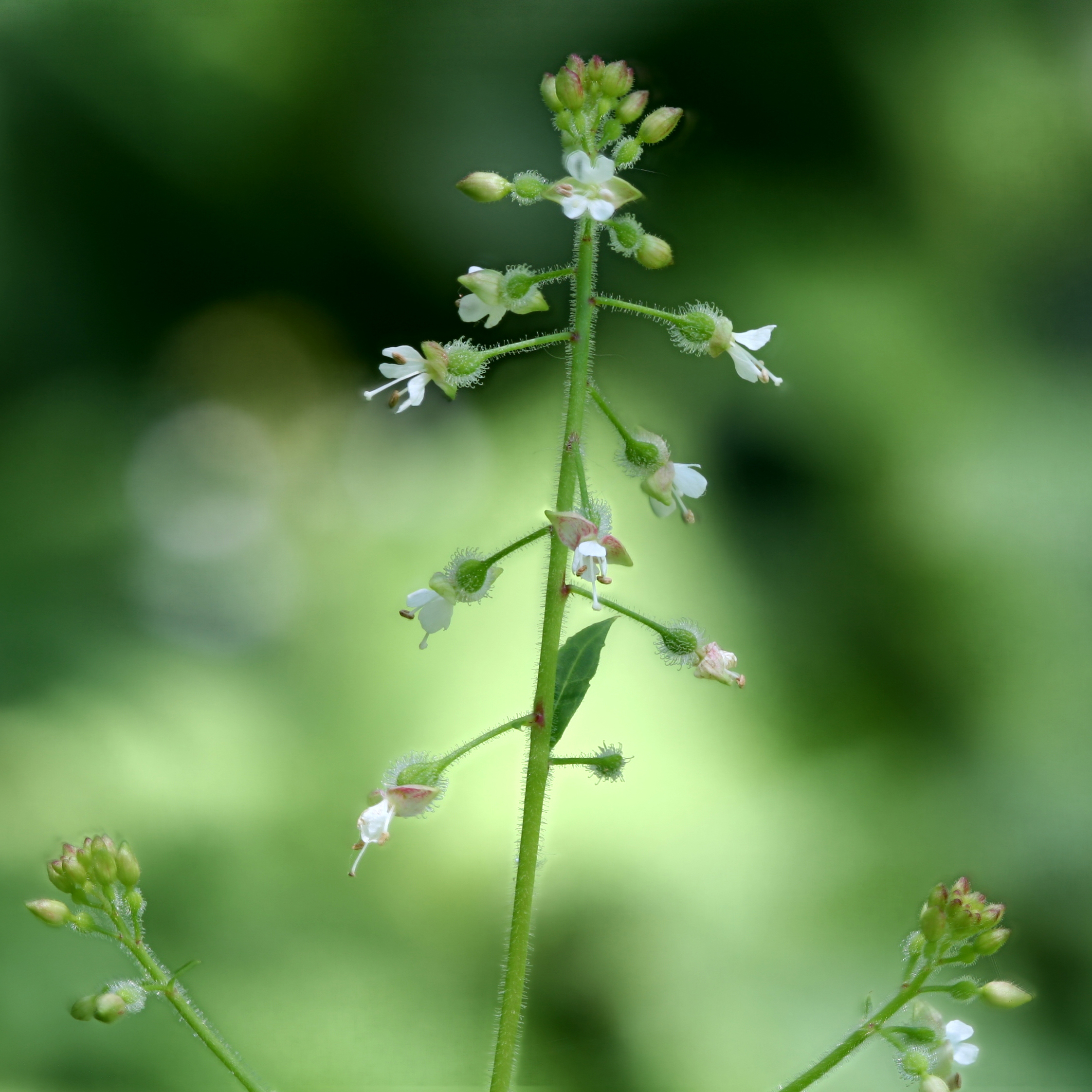
Circaea lutetiana subsp. canadensis

## Systematik
Die Erstveröffentlichung von Circaea lutetiana erfolgte 1753 durch Carl von Linné in Species Plantarum, Tomus I, S. 9. Lutetia ist die lateinische Bezeichnung für die Stadt Paris.
Diese Systematik dieser Verwandtschaftsgruppe ist kompliziert und bedarf einer Klärung.
Je nach Autor gibt es wenige Unterarten:
- Circaea lutetiana subsp. canadensis (L.) Asch. & Magnus (Syn.: Circaea canadensis (L.) Hill): Sie kommt im östlichen Nordamerika vor.[8]
- Circaea lutetiana L. subsp. lutetiana: Sie kommt in Eurasien und Nordafrika vor.
- Circaea lutetiana subsp. quadrisulcata (Maxim.) Asch. & Magnus (Syn.: Circaea quadrisulcata (Maxim.) Franch. & Sav., Circaea canadensis subsp. quadrisulcata (Maxim.) Boufford): Sie kommt vom nordwestlichen europäischen Russland bis Ostasien[6][8] und stellenweise auch in Mitteleuropa (Kärnten, Osttirol) vor.[9] Nach Euro+Med gehört sie zu Circaea lutetiana[6] in anderen Quellen zu Circaea canadensis und Circaea lutetiana subsp. quadrisulcata sowie Circaea lutetiana subsp. canadensis sind Synonyme voneinander.[8]

## Verwendung
Selten wird das Große Hexenkraut als Zierpflanze in Gärten verwendet. Eine ausgelesene Sorte ist ‘Caveat Emptor’, deren Laubblätter stark rosafarben gefleckt sind.
Früher wurden die Wurzeln auch zum Gelbfärben und das Kraut als Schaf- und Ziegenfutter genutzt.

## Trivialnamen
Für das Große Hexenkraut bestehen bzw. bestanden auch die weiteren deutschsprachigen Trivialnamen: Bäschkläten (Siebenbürgen), Hexenkraut (Bern, Mecklenburg, Göttingen), St. Stephanskraut (Schlesien) und Waldkletten.